# Mauritskade 55 GH

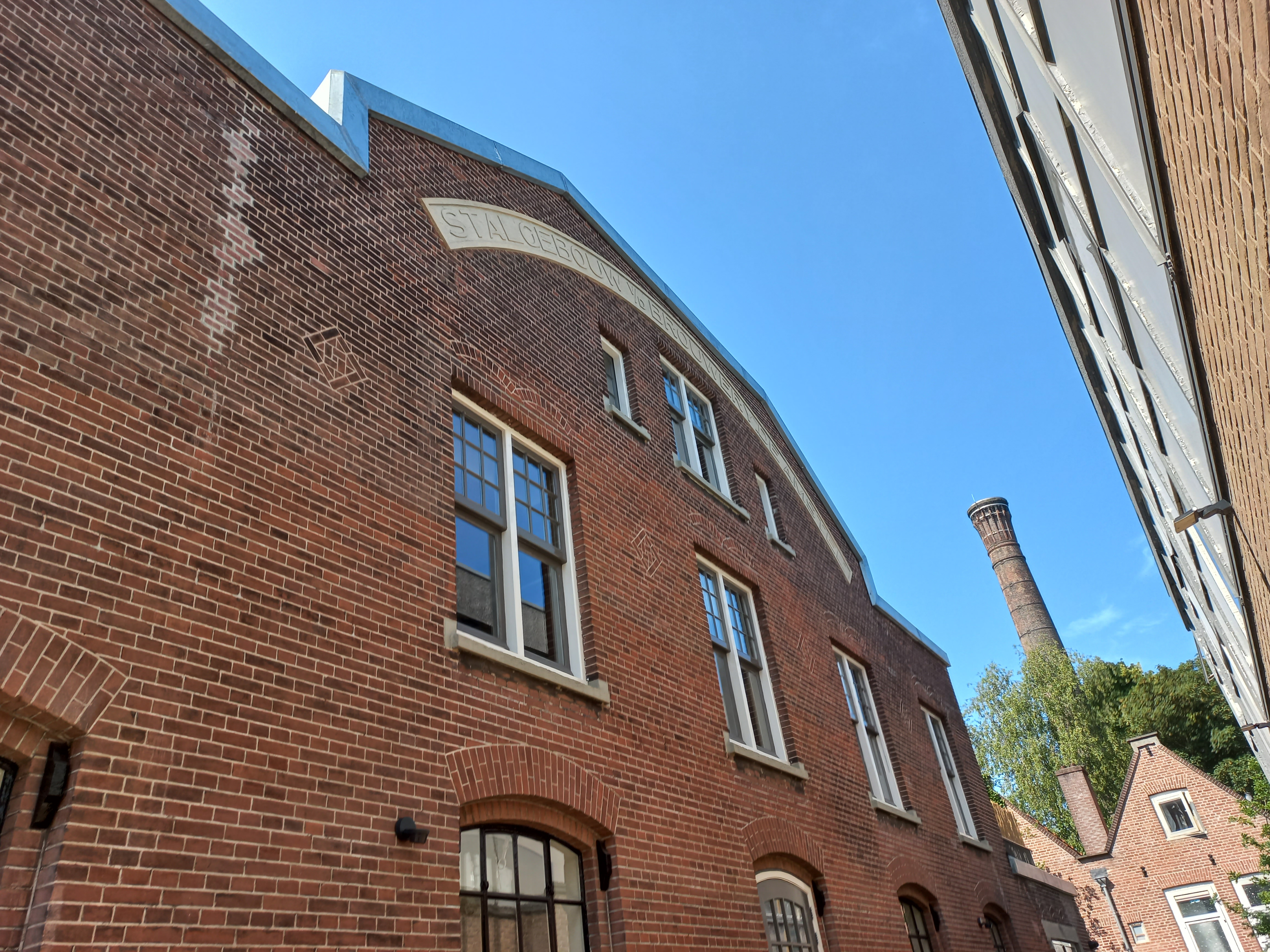
De Amstelboog (juni 2025)

Mauritskade 55 GH te Amsterdam is een bedrijfsmatig gebouw aan de Mauritskade in Amsterdam-Oost.
De Mauritskade, kade van de Singelgracht, vormt hier de noordgrens van het Oosterpark. Aan de kade en min of meer in het park staat een aantal gebouwen die of gemeentelijk of rijksmonument zijn. Tussen die monumentale gebouwen staan twee gebouwenreeksen die dat niet zijn:
- de Dubbeltjespanden
- twee gebouwen met adres Mauritskade 55; Mauritskade A-F is relatief nieuw, onder meer VanMoof was er gevestigd.

Dat laatste gebouw stond er nog niet toen hier Amstel-bier een paardenstalling, werkplaats en koetsierswoning liet bouwen voor hun paard en wagens. Een foto uit circa 1915 laat nog achter een open veld een gebouw zien met drie bouwlagen en de kopse kant naar de kade met boven de entree de aanduiding "Stalgebouw van de Brouwerij de Amstel".  De ontwerper van dat gebouw was Abraham Salm. Het terrein daarvoor werd in later tijden alsnog volgebouwd met loodsen van Amstel. Toen Amstel hier vertrok kwam er de Mauritsgarage en weer later dus VanMoof. 
De achterliggende stalling kreeg via architect Anne Boonstra (inrichting) met raadpleging van Cruz y Ortiz (casco) een nieuw uiterlijk, waarbij de pui een nieuwe vorm kreeg, maar de industriële opzet met gietijzeren kolommen bleef onaangetast. Ook de voerderbakken bleven bewaard. Deze rigoureuze verbouwing zorgde ervoor dat het gebouw sowieso geen monument kon worden.
Desalniettemin vond architectuurjournalist Jaap Huisman het in 2025 de aanduiding  “verborgen pareltje binnen Amsterdamse architectuur” waard. Hij wees op de geslaagde combinatie van oude en nieuwe architectuur. 